# Сават
Сава́т (фр. Savate; другие названия: boxe française, французский бокс и французская ножная борьба) — французское боевое искусство, в котором используются в равной мере и руки, и ноги, комбинируя элементы западного бокса и удары ногами. Классический сават был школой уличного боя без каких либо ограничений; удары ногами были адаптированы под ведение боя в тяжелой обуви с плотной подошвой и выступающим рантом; удары кулаками распространения не получили, поскольку часто использовалось оружие (нож, кастет) и прочие предметы (палка, камень), а открытой ладонью можно сбить удар ножом, произвести захват конечности противника, ударить пальцами в глаза или горло. В современном савате (французский бокс) удары наносятся кулаками, с использованием боксёрских перчаток. Удары ногами наносятся стопой (ребром, носком, подошвой, пяткой) по всем уровням, в том числе и в колено, что отличает его от современных европейских (кикбоксинг) аналогов и азиатских (муай-тай и силат) боевых искусств. Сават, возможно, является единственной старинной школой, в которой бойцы надевают обувь с жёстким носком, плотной подошвой и выступающим рантом. Люди, практикующие сават, называются саватьё (фр. savateur), в русскоязычной устной речи принято использовать транслитерационный перевод саватёры, либо перевод по аналогии саватисты (сродни дзюдоистам, каратистам и т. п.).

## Боевое искусство

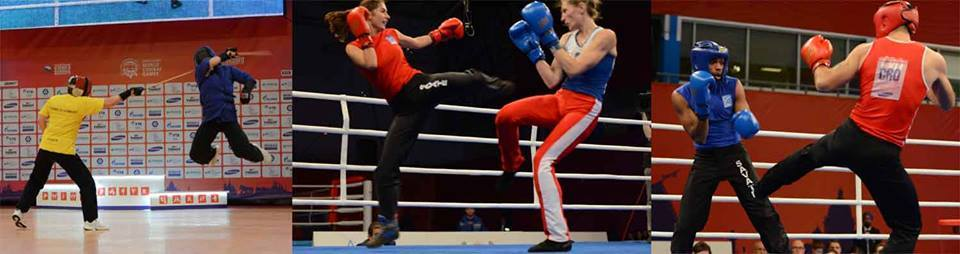
Визитной карточкой савата, сходу наглядно отличающей его технику от азиатских аналогов, являются подскок при нанесении ударов ногами в прыжке («шассе́») для увеличения амплитуды и силы удара, доворот стопы опорной ноги в сторону противоположную направлению удара и размашистые движения руками, поднятыми выше уровня плеч для сохранения равновесия в прыжке.

Название «сават» происходит от французского слова savate, означающего «старый ботинок». Современный формализованный образ стиля является, в основном, сплавом французских техник уличных боёв с начала XIX века — «классического сават». Тогда сават был типом уличного боя, популярным в Париже и северной Франции. На юге, особенно в портовом городе Марселе, моряки разработали стиль борьбы с высокими ударами ногой и пощёчинами. Считается, что удары ногой были добавлены, чтобы позволить бьющему использовать свободную руку для сохранения равновесия на качающейся палубе. Удары ногой и пощёчины не считались нелегальными, так как в то время закон запрещал лишь удары кулаками. Этот стиль был известен как «jeu marseillais» (рус. марсельская игра), позже переименованный в «шоссон» (фр. chausson, «тапочек»), так как моряки в те времена носили тапки. В Англии (место рождения бокса) удары ногами считались неспортивными.

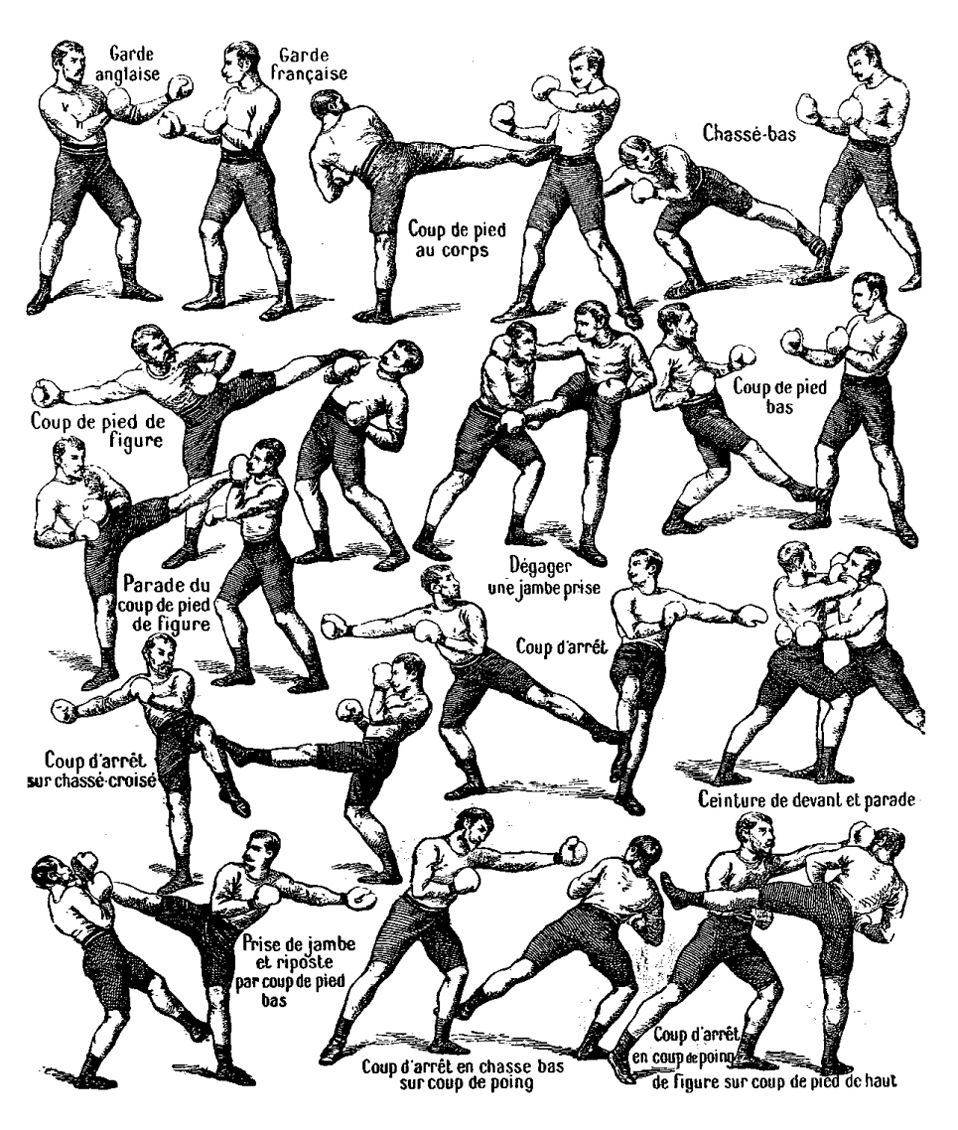
Комплекс стандартных приёмов по методике Шарля ЛеКура

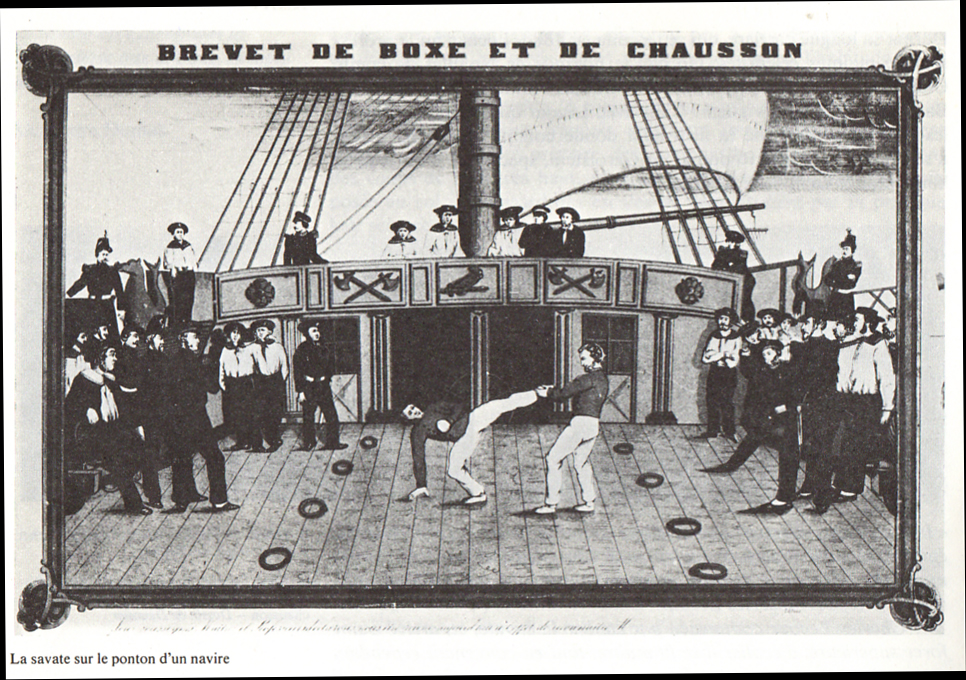
Удары ногами из партера в раннем савате внешне напоминали капуэйру

Двумя ключевыми историческими фигурами в истории превращения уличного боя в современный спортивный сават были Мишель Кассё (1794—1869), французский аптекарь, и Шарль Лекур (1808—1894). Кассо открыл первое заведение в 1825 для практики и рекламы регулированной версии шоссо и савата (запрещая удары головой, царапанья глаз, захваты, и др.). Но этот спорт так и не потерял своей репутации как техника для уличного боя. Шарль ЛеКур, ученик Мишеля Кассо, был побеждён в дружеском поединке с британцем Оуэном Свифтом в 1830. Он посчитал, что его технике не хватает ударов кулаками, так как открытой ладонью можно лишь отбивать мощные удары боксёра, но не нападать самому. Занимаясь боксом последующие два года, ЛеКур комбинировал бокс с шоссо и саватом, создавая современную версию этого стиля, «boxe française». В какой-то период развития савата, в стиль было добавлено фехтование тростями (шпаги были запрещены). С тех пор, трость «la canne» является неотъемлемой частью обучения саватьё, хотя те из них, которые тренируются только для соревнований, могут пропустить эту часть тренировки. Иной сават был разработан Жозефом Шарльмоном, который сначала учился французскому боксу у ЛеКура, потом у Виньерона, другого знаменитого тренера. Дальнейшей доработкой этого стиля занимался его сын Шарль Шарльмон. Принципиальное отличие обоих стилей заключалось в том, что в стиле Лекура удары руками базировались на боксёрских приёмах, в стиле Шарльмона — на фехтовальным приемах. В результате удары в савате Лекура более мощные, а в савате Шарльмона — более многочисленные.
Позже сават был кодирован под надзором Национального комитета по французскому боксу под предводительством графа Пьера Барузи (Бароцци), учеником Шарля Шарльмона. Граф считается отцом современного савата и был одиннадцатикратным чемпионом Франции и её колоний, став чемпионом до Первой мировой войны. Барон Джеймс Шортт из Кастлшорта, ученик графа, основал сават в Великобритании и Ирландии. Люсьен Аллиот, друг графа и мастер савата, в 1941 году основал училище «Эколь нормаль де бокс», в котором Люсьен готовил инструкторов по французскому боксу. Методы, запрещённые в соревнованиях, называются «Defense de la Rue» (рус. уличная самозащита).
Разделы соревнований:
- l’assault (ассо) — лёгкий контакт;
- le pre Combat;
- le Combat — полный контакт.

Соревнования по савату разрешают использование лишь четырёх типов ударов ногой и четырёх типов ударов рукой:
- Удары ногой:

1. фуэтэ — fouetté («удар плетью», удар с разворота ← fouet «плеть»)
2. шассе — chassé (удар сбоку или спереди)
3. реверс — revers (удар обратной стороной ноги)
4. coup de pied bas (низкий удар по голени; при ударе, саватист наклоняется назад)

- Удары рукой:

1. direct bras avant (прямой удар передней рукой)
2. direct bras arrière (перекрёстный удар задней рукой)
3. crochet (хук согнутой рукой)
4. uppercut (апперкот любой рукой)

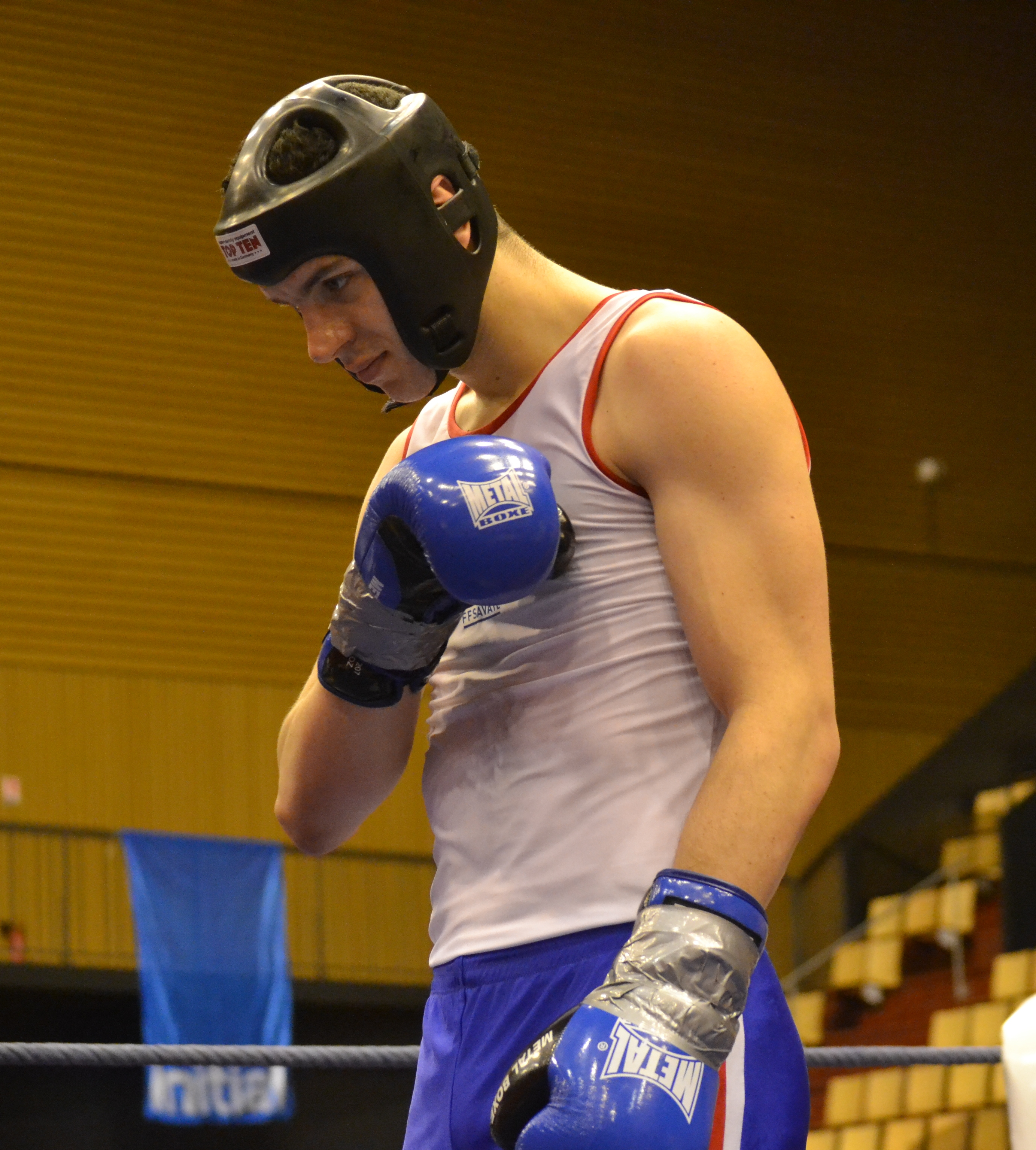
Жест «Салют» (приветствие соперника перед поединком)

Знаком уважения к савату было включение его как демонстрационный спорт в Олимпийских играх 1924 года в Париже. Несмотря на корни спорта, он является сравнительно безопасным для обучения.
В наши дни сават практикуется по всему миру любителями от Австралии до США и от России до Великобритании. Многие страны имеют национальные федерации по савату. Сават был также представлен в соревновании Ultimate Fighting Championship, где голландский чемпион по савату Жерар Гордо победил борца сумо и американского кикбоксера, прежде чем проиграл представителю бразильского джиу-джитсу Ройсу Грэйси в финальном раунде. Французский саватист Фарид Кидер одержал убедительную победу над японским каратистом Юя Ямамото по правилам K-1. В 1996 году саватист Франсуа Пиннокио одержал победу над легендой муай тай Рамоном Деккерсом. Из действующих французских бойцов необходимо отметить пятикратного чемпиона мира по савату Фредерика Беллоньи, который также является чемпионом мира среди профессионалов в муай тай. В России больших достижений в данном виде спорта добились Нина Абросова и Сергей Егоров. В 1899 году первый в России чемпионат по французскому боксу провёл Эрнест Лусталло.
С 2010 года проводятся профессиональные бои по сават-про.
Во Франции группа ортодоксальных саватистов возрождает «классический сават» — Defense dans la Rue. Большой вклад в его развитие внесли такие мастера как Робер Патурель и Эрик Кеке.
В отличие от поясов многих восточных единоборств, профессиональный уровень саватиста указывается цветом полоски на его перчатках: синий, зелёный, красный, белый, жёлтый. Существуют также серебряные полоски для инструкторов: одна, две или три (зависит от мастерства). А также золотая для профессоров.

## Соревнования и турниры

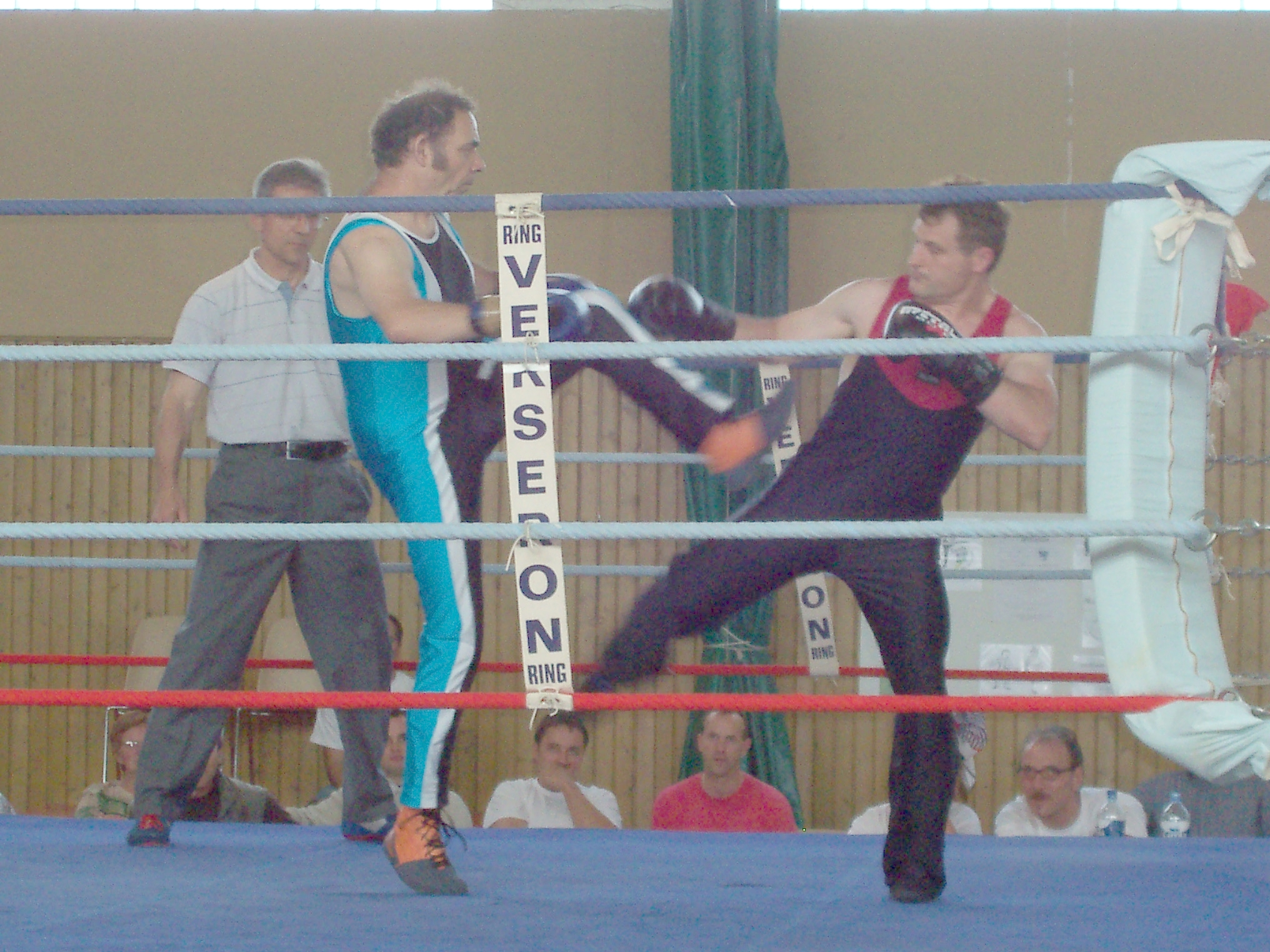
Соревновательной униформой савата является характерный комбинезон без рукавов

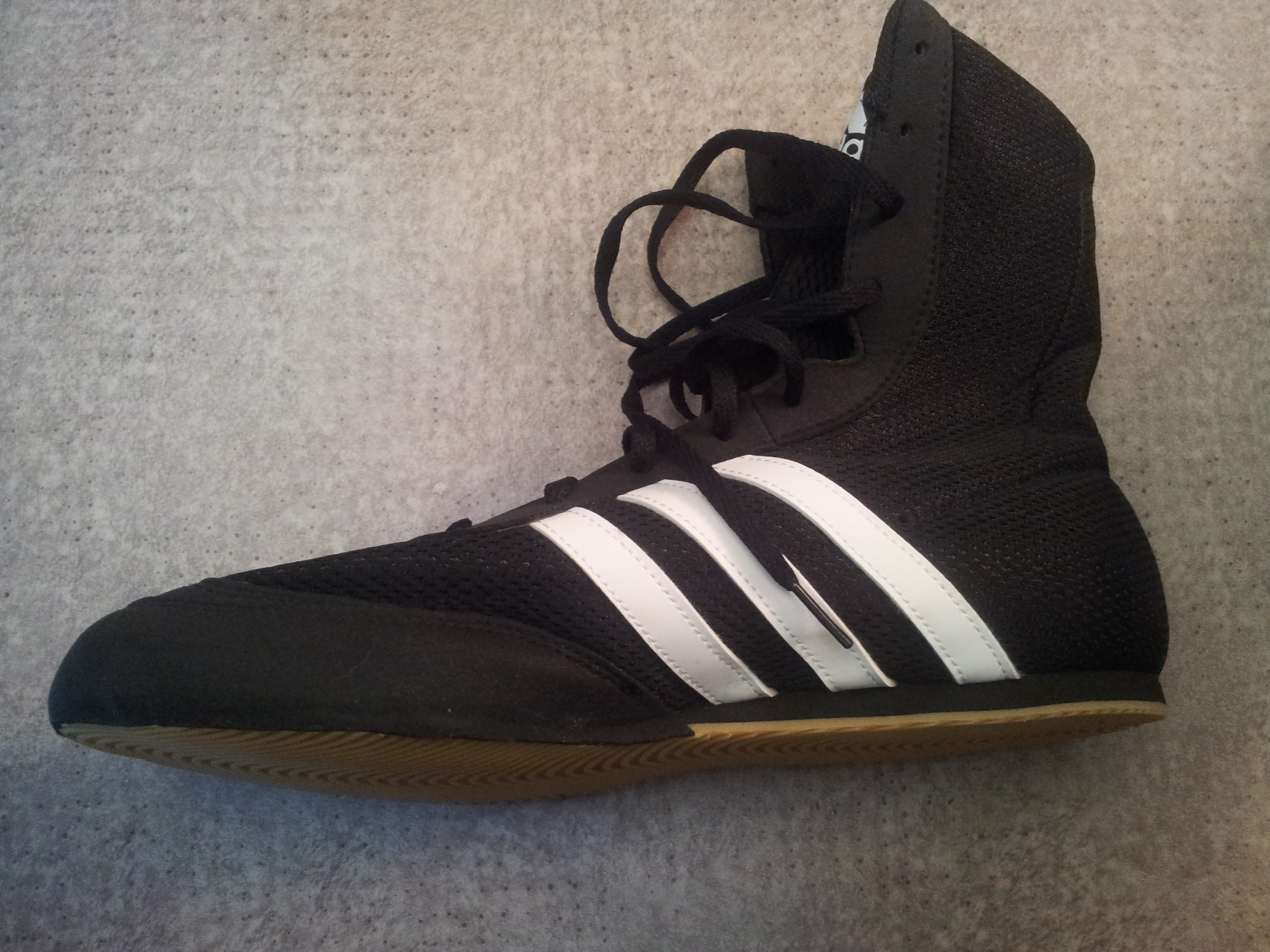
Соревновательная обувь

Первенство мира и Европы, Кубок Европы, Кубок мира, Кубок Средиземноморских стран.

## Каном — фехтование на тростях

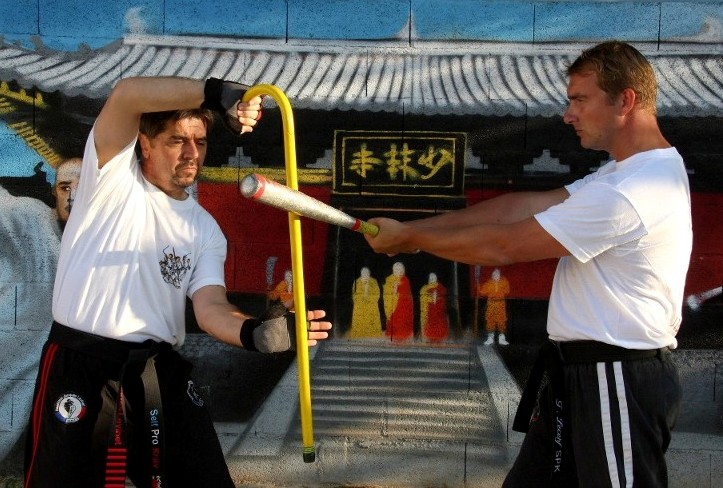

Фехтование во Франции началось со «Школы французского фехтования».
Отдельным направлением современного Savate является фехтование на боевых тростях «la Canne».
В 1635 мэтр Кудре определил фехтование как искусство нападать и защищаться при помощи кисти руки. Трость — это тоже «кистевое» оружие. Практика работы с ней подобна основным правилам фехтования (l’Escrime).
В спортивном варианте фехтования на тростях — «Каном» два бойца в защитном снаряжении (маска, нагрудник, перчатки, щитки на ногах), вооруженные гладкими деревянными палками длиной 95 см и весом 125—140 грамм, ведут бой в круге диаметром 6 м. Поединок фехтовальщиков длится 2 мин. За это время необходимо нанести друг другу как можно больше колющих и рубящих ударов тростью в любую часть тела. Трость держится прямым хватом, вторая рука заложена за спину.